# Discografia dei Die Ärzte
Questa pagina contiene l'intera discografia dei Die Ärzte dagli esordi fino ai tempi odierni.

## Album di studio
| Anno | Nome                                        | Posizione in classifica | Posizione in classifica | Posizione in classifica |
| Anno | Nome                                        | DE                      | AT                      | CH                      |
| ---- | ------------------------------------------- | ----------------------- | ----------------------- | ----------------------- |
| 1984 | Debil                                       | –                       | –                       | –                       |
| 1985 | Im Schatten der Ärzte                       | –                       | –                       | –                       |
| 1986 | Die Ärzte                                   | –                       | –                       | –                       |
| 1988 | Das ist nicht die ganze Wahrheit            | –                       | –                       | –                       |
| 1993 | Die Bestie in Menschengestalt               | –                       | –                       | –                       |
| 1995 | Planet Punk                                 | –                       | –                       | –                       |
| 1996 | Le Frisur                                   | –                       | –                       | –                       |
| 1998 | 13                                          | –                       | –                       | –                       |
| 2000 | Runter mit den Spendierhosen, Unsichtbarer! | –                       | –                       | –                       |
| 2003 | Geräusch                                    | –                       | –                       | –                       |
| 2005 | Devil                                       | –                       | –                       | –                       |
| 2007 | Jazz ist anders                             | –                       | –                       | –                       |
| 2012 | auch                                        | –                       | –                       | –                       |

## Album live
| Anno | Nome                       | Posizione in classifica | Posizione in classifica | Posizione in classifica |
| Anno | Nome                       | DE                      | AT                      | CH                      |
| ---- | -------------------------- | ----------------------- | ----------------------- | ----------------------- |
| 1988 | Nach uns die Sintflut      | –                       | –                       | –                       |
| 1999 | Wir wollen nur deine Seele | –                       | –                       | –                       |
| 1999 | Satanische Pferde          | –                       | –                       | –                       |
| 2002 | Rock'n'Roll Realschule     | –                       | –                       | –                       |

## EP
| Anno | Nome                                             | Posizione in classifica | Posizione in classifica | Posizione in classifica |
| Anno | Nome                                             | DE                      | AT                      | CH                      |
| ---- | ------------------------------------------------ | ----------------------- | ----------------------- | ----------------------- |
| 1983 | Zu schön, um wahr zu sein!                       | –                       | –                       | –                       |
| 1984 | Uns geht's prima...                              | –                       | –                       | –                       |
| 1985 | Original Ärztesoundtrack zum Film "Richy Guitar" | –                       | –                       | –                       |
| 1989 | Die Ärzte                                        | –                       | –                       | –                       |
| 1995 | 1, 2, 3, 4, - Bullenstaat!                       | –                       | –                       | –                       |

## Singoli
| Anno | Nome                                          | Album                                         | Posizione in classifica      | Posizione in classifica     | Posizione in classifica    |
| Anno | Nome                                          | Album                                         | DE                           | AT                          | CH                         |
| ---- | --------------------------------------------- | --------------------------------------------- | ---------------------------- | --------------------------- | -------------------------- |
| 1984 | Paul                                          | Debil                                         | –                            | –                           | –                          |
| 1985 | Zu spät                                       | Debil                                         | –                            | –                           | –                          |
| 1985 | Wegen dir                                     | Im Schatten der Ärzte                         | –                            | –                           | –                          |
| 1986 | Du willst mich küssen                         | Im Schatten der Ärzte                         | –                            | –                           | –                          |
| 1986 | Für immer                                     | Die Ärzte                                     | –                            | –                           | –                          |
| 1986 | Ist das alles?                                | Die Ärzte                                     | –                            | –                           | –                          |
| 1987 | Gehn wie ein Ägypter                          | Ist das alles? (13 Höhepunkte mit den Ärzten) | 44 17.08.1987 5 settimane    | –                           | –                          |
| 1987 | 2000 Mädchen                                  | Ist das alles? (13 Höhepunkte mit den Ärzten) | –                            | –                           | –                          |
| 1987 | Radio brennt                                  | Ist das alles? (13 Höhepunkte mit den Ärzten) | 50 29.02.1988 6 settimane    | –                           | –                          |
| 1987 | Amiga Quartett                                | EP pubblicato senza il consenso della band    | -                            | –                           | –                          |
| 1988 | Ich ess' Blumen                               | Das ist nicht die ganze Wahrheit...           | –                            | –                           | –                          |
| 1988 | Westerland                                    | Das ist nicht die ganze Wahrheit...           | 34 17.10.1988 6 settimane    | –                           | –                          |
| 1988 | Der Ritt auf dem Schmetterling (Instrumental) | Live - Nach uns die Sintflut                  | -                            | –                           | –                          |
| 1988 | Live - Zu spät...                             | Live - Nach uns die Sintflut                  | 25 06.02.1989 10 settimane   | –                           | –                          |
| 1989 | Teenager Liebe (unecht)/Gute Nacht            | Die Ärzte früher!                             | –                            | –                           | –                          |
| 1989 | Bitte bitte                                   | Das ist nicht die ganze Wahrheit...           | 18 29.05.1989 15 settimane   | –                           | –                          |
| 1993 | Schrei nach Liebe                             | Die Bestie in Menschengestalt                 | 9 27.09.1993 32 settimane    | 6 12.12.1993 20 settimane   | –                          |
| 1993 | Mach die Augen zu                             | Die Bestie in Menschengestalt                 | 31 06.12.1993 16 settimane   | 9 09.01.1994 11 settimane   | –                          |
| 1994 | Friedenspanzer                                | Die Bestie in Menschengestalt                 | 32 18.04.1994 9 settimane    | –                           | –                          |
| 1994 | Quark                                         | Die Bestie in Menschengestalt                 | 37 12.09.1994 5 settimane    | –                           | –                          |
| 1995 | Ein Song namens Schunder                      | Planet Punk                                   | 4 04.09.1995 20 settimane    | 18 17.09.1995 12 settimane  | 11 17.09.1995 14 settimane |
| 1995 | Hurra                                         | Planet Punk                                   | 25 (11.12.1995 15 settimane) | –                           | 49 24.12.1995 2 settimane  |
| 1996 | 3-Tage-Bart                                   | Le Frisur                                     | 30 10.06.1996 14 settimane   | –                           | 24 30.06.1996 6 settimane  |
| 1996 | Mein Baby war beim Frisör                     | Le Frisur                                     | 43 16.09.1996 7 settimane    | –                           | –                          |
| 1998 | Ein Schwein namens Männer                     | 13                                            | 1 20.04.1998 25 settimane    | 1 19.04.1998 18 settimane   | 1 26.04.1998 23 settimane  |
| 1999 | Goldenes Handwerk                             | 13                                            | 36 14.09.1998 4 settimane    | –                           | –                          |
| 1999 | 1/2 Lovesong                                  | 13                                            | 28 23.11.1998 8 settimane    | –                           | –                          |
| 1999 | Rebell                                        | 13                                            | 42 21.06.1999 7 settimane    | –                           | –                          |
| 1999 | Die Schönen und das Biest: Elke (live)        | Wir wollen nur deine Seele                    | 28 22.11.1999 3 settimane    | –                           | –                          |
| 2000 | Wie es geht                                   | Runter mit den Spendierhosen, Unsichtbarer!   | 5 04.09.2000 12 settimane    | 12 03.09.2000 10 settimane  | 36 03.09.2000 9 settimane  |
| 2000 | Manchmal haben Frauen...                      | Runter mit den Spendierhosen, Unsichtbarer!   | 4 27.11.2000 5 settimane     | 62 14.01.2001 2 settimane   | 94 10.12.2000 1 settimane  |
| 2000 | Yoko Ono                                      | Runter mit den Spendierhosen, Unsichtbarer!   | 46 19.03.2001 4 settimane    | 65 18.03.2001 2 settimane   | –                          |
| 2001 | Rock'n'Roll-Übermensch                        | Runter mit den Spendierhosen, Unsichtbarer!   | 50 21.05.2001 25 settimane   | –                           | –                          |
| 2002 | Unplugged - Komm zurück/Die Banane            | Unplugged - Rock'n'Roll Realschule            | 34 09.12.2002 9 settimane    | –                           | –                          |
| 2003 | Unrockbar                                     | Geräusch                                      | 1 29.09.2003 9 settimane     | 9 28.09.2003 11 settimane   | 27 28.09.2003 5 settimane  |
| 2003 | Dinge von denen                               | Geräusch                                      | 14 08.12.2003 9 settimane    | 33 07.12.2003 7 settimane   | 68 14.12.2003 4 settimane  |
| 2004 | Nichts in der Welt                            | Geräusch                                      | 13 26.04.2004 9 settimane    | 29 25.04.2004 7 settimane   | 52 02.05.2004 3 settimane  |
| 2004 | Deine Schuld                                  | Geräusch                                      | 15 26.07.2004 8 settimane    | 34 25.07.2004 12 settimane  | 62 08.08.2004 3 settimane  |
| 2004 | Die klügsten Männer der Welt                  | Geräusch                                      | 23 06.12.2004 9 settimane    | 33 05.12.2004 10 settimane  | 50 05.12.2004 2 settimane  |
| 2007 | Junge                                         | Jazz ist anders                               | 1 19.10.2007 20 settimane    | 7 19.10.2007 13 settimane   | 23 21.10.2007 6 settimane  |
| 2008 | Lied vom Scheitern                            | Jazz ist anders                               | 7 01.02.2008 9 settimane     | 23 01.02.2008 6 settimane   | –                          |
| 2009 | Lasse redn                                    | Jazz ist anders                               | 6 25.04.2008 38 settimane    | 3 25.04.2008 31 settimane   | 79 27.04.2008 1 settimane  |
| 2009 | HimmelblauPerfektBreit                        | Jazz ist anders                               | 26 18.12.2009 9 settimane    | –                           | –                          |
| 2012 | zeiDverschwÄndung                             | auch                                          | 3 16.03.2012 6 settimane     | 20 16.03.2012 2 settimane   | 63 16.03.2012 1 settimane  |
| 2012 | M&F                                           | auch                                          | 13 01.06.2012 ... settimane  | 20 01.06.2012 ... settimane | –                          |